# 10572 Kominejo
10572 Kominejo eller 1994 VO7 är en asteroid i huvudbältet som upptäcktes den 8 november 1994 av den japanska astronomen Satoru Otomo i Kiyosato. Den är uppkallad efter slottet Kominejo.
Asteroiden har en diameter på ungefär 3 kilometer.